# Renato Neto
Renato Cardoso Porto Neto (Camacan, 27 settembre 1991) è un calciatore brasiliano, centrocampista del Blankenberge.

## Caratteristiche tecniche
È un mediano che si ispira al francese Patrick Vieira come stile di gioco e posizione.

## Carriera

### Club
Inizia la sua carriera da calciatore nel 2004 all'Academia Catarinense de Futebol e dopo tre stagioni viene acquistato dallo Sporting Lisbona. In due stagioni diviene un punto fermo delle giovanili del club portoghese e per farlo crescere calcisticamente viene ceduto in prestito al Cercle Brugge nel 2010.

## Statistiche

### Presenze e reti nei club
Statistiche aggiornate al 7 dicembre 2016.
| Stagione                | Squadra                 | Campionato              | Campionato | Campionato | Coppe nazionali | Coppe nazionali | Coppe nazionali | Coppe continentali | Coppe continentali | Coppe continentali | Altre coppe | Altre coppe | Altre coppe | Totale | Totale |
| Stagione                | Squadra                 | Comp                    | Pres       | Reti       | Comp            | Pres            | Reti            | Comp               | Pres               | Reti               | Comp        | Pres        | Reti        | Pres   | Reti   |
| ----------------------- | ----------------------- | ----------------------- | ---------- | ---------- | --------------- | --------------- | --------------- | ------------------ | ------------------ | ------------------ | ----------- | ----------- | ----------- | ------ | ------ |
| 2008-2009               | Sporting Lisbona        | PL                      | 1          | 0          | -               | -               | -               | -                  | -                  | -                  | -           | -           | -           | 1      | 0      |
| 2009-2010               | Sporting Lisbona        | PL                      | 1          | 0          | -               | -               | -               | -                  | -                  | -                  | -           | -           | -           | 1      | 0      |
| 2010-2011               | Cercle Bruges           | D1                      | 28+8       | 4+0        | CB              | 5               | 1               | UEL                | 4                  | 0                  | -           | -           | -           | 45     | 5      |
| 2011-gen. 2012          | Cercle Bruges           | D1                      | 18         | 1          | CB              | 1               | 0               | -                  | -                  | -                  | -           | -           | -           | 19     | 1      |
| Totale Cercle Bruges    | Totale Cercle Bruges    | Totale Cercle Bruges    | 54         | 5          |                 | 6               | 1               |                    | 4                  | 0                  |             | -           | -           | 64     | 6      |
| gen.-lug. 2012          | Sporting Lisbona        | PL                      | 6          | 1          | CP+CdL          | 1+0             | 0               | UEL                | 4                  | 0                  | -           | -           | -           | 11     | 1      |
| Totale Sporting Lisbona | Totale Sporting Lisbona | Totale Sporting Lisbona | 8          | 1          |                 | 1               | 0               |                    | 4                  | 0                  |             | -           | -           | 13     | 1      |
| 2012-gen. 2013          | Videoton                | NB1                     | 15         | 1          | CU              | -               | -               | UEL                | 8                  | 0                  | -           | -           | -           | 23     | 1      |
| gen.-giu- 2013          | Gent                    | D1                      | 8+9        | 0          | CB              | 1               | 0               | -                  | -                  | -                  | -           | -           | -           | 18     | 0      |
| 2013-2014               | Gent                    | D1                      | 28+6       | 2+0        | CB              | 5               | 2               | -                  | -                  | -                  | -           | -           | -           | 39     | 4      |
| 2014-2015               | Gent                    | D1                      | 27+7       | 4+3        | CB              | 5               | 0               | -                  | -                  | -                  | -           | -           | -           | 39     | 7      |
| 2015-2016               | Gent                    | D1                      | 25+10      | 2+1        | CB              | 5               | 0               | UCL                | 8                  | 0                  | SB          | 1           | 0           | 49     | 3      |
| 2016-2017               | Gent                    | D1                      | 16         | 4          | CB              | 1               | 0               | UEL                | 9                  | 3                  | -           | -           | -           | 26     | 7      |
| Totale Gent             | Totale Gent             | Totale Gent             | 136        | 16         |                 | 17              | 2               |                    | 17                 | 3                  |             | 1           | 0           | 171    | 21     |
| Totale carriera         | Totale carriera         | Totale carriera         | 213        | 23         |                 | 24              | 3               |                    | 33                 | 3                  |             | 1           | 0           | 271    | 29     |

## Palmarès

### Competizioni nazionali
- Campionato belga: 1

Gent: 2014-2015
- Supercoppa del Belgio: 1

Gent:  2015